# Исламские игры
Исламские игры (тур. İslam Ülkeleri Spor Oyunları) — международные комплексные спортивные соревнования среди атлетов стран исламского мира, которые прошли с 28 сентября по 5 октября 1980 года в турецком Измире. Несмотря на то, что приглашения принять участие в Играх были направлены в 42 государства, лишь 10 стран (в том числе Турция) прислали на них своих спортсменов. Алжир и Ливия также участвовали в летней Олимпиаде, прошедшей в Москве; остальные объявили бойкот в связи с вторжением советских войск в Афганистан.

## История
Идея проведения Игр была выдвинута на встрече министров иностранных дел 42 мусульманских стран на встрече в Исламабаде в 1979 году. В качестве принимающей в 1980 году соревнования стороны был выбран турецкий Измир, сохранивший спортивную инфраструктуру, подготовленную к Средиземноморским играм 1971 года. Главной ареной соревнований стал стадион «Измир Ататюрк».
На встрече в Исламабаде было предложено проводить Исламские игры раз в 4 года, за год до Олимпийских игр, с целью подготовки спортсменов мусульманских стран к главным соревнованиям четырёхлетия. В качестве хозяйки вторых Игр, которые должны были пройти в 1983 году, была выбрана Саудовская Аравия, однако в конечном счёте соревнования не состоялись.

## Соревнования

### Церемония открытия
Церемония открытия соревнований прошла на стадионе «Измир Ататюрк» 28 сентября в 17:00 по местному времени. Клятву спортсменов на церемонии произнёс турецкий пловец Сабри Озюн, огонь Игр зажёг легкоатлет Экрем Оздамар.

### Виды спорта
- Баскетбол (подробнее)
- Борьба (подробнее)
- Волейбол (подробнее)
- Лёгкая атлетика (подробнее)
- Плавание (подробнее)
- Теннис (подробнее)
- Футбол (подробнее)

### Страны-участницы
- Алжир
- Бангладеш
- Бахрейн
- Ливия
- Малайзия
- Марокко
- Пакистан
- Саудовская Аравия
- Северный Кипр
- Турция

### Медальный зачёт
| Место | Страна            | Общее количество медалей | Общее количество медалей | Общее количество медалей | Общее количество медалей |
| Место | Страна            | Золото                   | Серебро                  | Бронза                   | Всего                    |
| ----- | ----------------- | ------------------------ | ------------------------ | ------------------------ | ------------------------ |
| 1     | Турция            | 63                       | 38                       | 16                       | 117                      |
| 2     | Марокко           | 7                        | 4                        | 3                        | 14                       |
| 3     | Алжир             | 4                        | 14                       | 23                       | 56                       |
| 4     | Пакистан          | 3                        | 18                       | 5                        | 56                       |
| 5     | Северный Кипр     | 3                        | 3                        | 9                        | 56                       |
| 6     | Саудовская Аравия | 3                        | 1                        | 4                        | 56                       |
| 7     | Бахрейн           | 2                        | 2                        | 2                        | 56                       |
| 8     | Ливия             | 2                        | 1                        | 3                        | 56                       |
| 9     | Малайзия          | 0                        | 4                        | 3                        | 56                       |
| 10    | Бангладеш         | 0                        | 0                        | 4                        | 56                       |

### Церемония закрытия
Церемония закрытия Игр состоялась 5 октября на стадионе «Измир Ататюрк». После торжественного прохода 691 участника соревнований министр спорта и молодёжной политики Турции Вечди Озгюль выступил с заключительной речью и передал флаг соревнований представителю Саудовской Аравии, которая должна была принять следующие Исламские игры.